# Best of Rockers 'n' Ballads
Best of Rockers 'n' Ballads е официална компилация на германската рок група „Скорпиънс“, издадена през 1989 г. от „И Ем Ай Рекърдс“ за Европа и от „Мъркюри Рекърдс“ за Съединените американски щати. И двете версии са съставени от песни, взети от студийните албуми издадени между Lovedrive (1979) и Savage Amusement през (1988), но американското издание съдържа 12 песни, докато европейското 15. Изданието съдържа няколко неиздавани песни на групата, като по ранно издадения сингъл Hey You от записите на албума Animal Magnetism (1980), записаната на ново дълга версия на Is There Anybody There? и кавърът на „Ху“ - I Can't Explain. Списъкът на песните и времетраенето на компилацията се различават между изданията. В американската версия са пропуснати няколко песни, но включва по-дългата, нередактирана версия на Hey You.
След издаването си, Best of Rockers 'n' Ballads получава, както отрицателни, така и положителни отзиви от специализираната музикална преса, която подчертава включването на най-големите хитове на групата. Компилацията постига добри позиции в музикалните класации на някои страни и различни организации я сертифицират като „златна“ и „платинена“, включително Асоциацията на звукозаписната индустрия в Америка, след като достига №43 в класацията за албуми на „Билборд 200“ в Съединените американски щати. Best of Rockers 'n' Ballads е единственото сборно издание на „Скорпиънс“, което е сертифицирано с поне златен статус в Северна Америка.
За популяризиране на изданието през 1989 г. Can't Explain е издаден като сингъл и също има видеоклип, заснет същата година. През март 1990 г. е издаден и втори сингъл, дългата версия на Is There Anybody There?. През 2003 г. звукозаписната компания „И Ем Ай“ издава отново европейската версия под името The Essential Scorpions.

## Описание
Между 17 април 1988 г. и 13 август 1989 г. „Скорпиънс“ изнасят повече от 140 концерта, част от промоционалното турне за албума Savage Amusement. От тези концерти, десетте последователни и разпродадени в Ленинград, Съветския съюз, направени между 17 и 26 април 1988 г. позиционират „Скорпиънс“ като първата хевиметъл група, която свири в тази страна, управлявана по това време от комунизма. Във връзка с това, групата издава през 1988 г. видеокасетата To Russia with Love and Other Savage Amusements. Това мотивира Док Макгий и съветския промоутър Стас Намин за организирането на „Московския музикален фестивал на мира“, проведен на 12 и 13 август 1989 г. на Централния стадион „Ленин“, където освен германците, участват „Синдърела“, „Скид Роу“, „Мотли Крю“, Ози Озбърн, „Бон Джоуви“ и „Горки Парк“. Групите участват и в благотворителния албум Stairway to Heaven/Highway to Hell, записан в подкрепа на фондацията „Мейк а Дифрънс“, с послание срещу злоупотребата с наркотици и алкохол. В тази продукция „Скорпиънс“ правят кавър на песента Can't Explain на „Ху“.

## Композиране
Компилацията се състои от 15 песни в европейската версия и 12 в американската версия, взети от албумите Lovedrive (1979), Animal Magnetism (1980), Blackout (1982), Love at First Sting (1984) и Savage Amusement от 1988 г. Някои от песните са ремиксирани от различни специалисти в зависимост от изданието. В Европа групата и Харалд Лепчес ремиксират Big City Nights, Is There Anybody There?, Holiday и Hey You в студиото на „И Ем Ай“ в Кьолн, Германия през 1989 г. Докато в Съединените американски щати, това е извършено от Стив Томпсън и Майкъл Барбиеро за Lovedrive и Holiday в Ню Йорк. Две от песните, които не са част от гореспоменатите студийни албуми са Hey You, издадена само като сингъл през 1980 г. в определени страни и в ограничен брой копия и версията на Can't Explain от „Ху“, първоначално записана за албума Stairway to Heaven/Highway to Hell в Нидерландия и продуциран от Брус Феърбеърн.

## Издаване и представяне
Best of Rockers 'n' Ballads е издадена на 29 ноември 1989 г. от „И Ем Ай Рекърдс“ за Европа и от „Мъркюри Рекърдс“ за Съединените американски щати. Версиите се различават по броя на песните, от американската са извадени Another Piece of Meat, Is There Anybody There? и China White, и включва ремиксирани версии на Holiday и Lovedrive. Европейската включва China White като допълнителна песен само в компактдиска. През 2003 г. звукозаписната компания „И Ем Ай“ издава отново европейската версия под името The Essential Scorpions.
Компилацията постига скромни позиции на основните пазари. В Съединените американски щати той достига №3 в „Билборд 200“ и №40 в „Топ 200 Албума“ на списание „Кешбокс“. През февруари 1990 г. Асоциацията на звукозаписната индустрия в Америка сертифицира изданието като „златно“, а на 21 октомври 1993 г. като „платинено“, след като продава в повече от милион копия. В Канада Best of Rockers 'n' Ballads е наградена със златен запис от тогавашната Канадската асоциация на звукозаписната индустрия за надхвърляне на 50 000 продадени единици през 1991 г. В Европа компилацията постига по-добри позиции. Във Финландия достига №12, в Германия №14 и №21 в Швейцария, като и в трите страни получава „златен“ сертификат през 1991 г. Изданието също така заема позиция №92 Нидерландия и №35 в Швеция.
За популяризирането на компилацията са издадени два сингъла: Can't Explain и дългата версия на Is There Anybody There?. Версията на „Ху“ е издадена на 3 юли 1989 г. и достига №5 в класацията на „Мейнстрийм Рок Тракс“, разработена от списание „Билборд“. През същата година е заснет и видеоклип, който представя групата в черно-бели кадри, режисиран от Уейн Ишам за продуцентската компания „Къмпъни“. На 12 март 1990 г. Is There Anybody There е издадена в дълга версия с The Zoo и оригиналната ѝ версия, като трета песен.

## Коментари на критиците
След като е издадена компилацията получава предимно положителни отзиви от специализираната преса. Бари Вебер от „Олмюзик“ ѝ дава оценка от четири и половна звезди от пет възможни и отбелязва, че „Въпреки че съдържа хитове като Rock You Like a Hurricane, Blackout и The Zoo, изброените 12 песни просто не дават на слушателя добро впечатление за това, което представляват „Скорпиънс“.“ Той отбелязва, че изданието не съдържа „някои от най-добрите песни на групата, като Dynamite и Another Piece of Meat, които изобщо не са били хитове и следователно отсъстват.“ В заключение, Бари Вебер дава не толкова положително мнение за Best of Rockers 'n' Ballads затова, че изданието не включва повечето класики на групата. Холгер Стратман от германското списание „Рок Хард“ нарича всички песни на групата „най-големите хитове“ от 80-те години на миналия век и определя Hey You като най-очакваната от феновете, защото е единствената, която не е включена в предишен техен албум. Той обаче пише, че версията на Can't Explain „не им отива“, но въпреки това се справят добре с нея. Според онлайн списанието „Попмастърс“, тази компиалция връща групата „в класацията за известност и платинени продажби“, след албума Savage Amusement.

## Списък на песните
Списък на песните в европейското издание
1. Rock You Like a Hurricane (Клаус Майне, Херман Раребел, Рудолф Шенкер) - 4:13 (от албума Love at First Sting)
2. I Can't Explain – 3:21 (Пийт Таунсенд) - 3:22 (от компилацията Stairway to Heaven/Highway to Hell)
3. Rhythm of Love (Клаус Майне, Рудолф Шенкер) - 3:48 (от албума Savage Amusement)
4. Big City Nights (Клаус Майне, Рудолф Шенкер) - 3:56 (от албума Love at First Sting)
5. Lovedrive (Клаус Майне, Рудолф Шенкер) - 4:50 (от албума Lovedrive)
6. Is There Anybody There? (Клаус Майне, Рудолф Шенкер, Херман Раребел) - 4:16 (презаписана версия, оригинална от албума Lovedrive)
7. Holiday (Клаус Майне, Рудолф Шенкер) - 6:31 (от албума Lovedrive)
8. Still Loving You (Клаус Майне, Рудолф Шенкер) - 6:25 (от албума Love at First Sting)
9. No One Like You (Клаус Майне, Рудолф Шенкер) - 3:54 (от албума Blackout)
10. Blackout (Клаус Майне, Рудолф Шенкер, Херман Раребел, Соня Кителсен) - 3:48 (от албума Blackout)
11. Another Piece of Meat (Херман Раребел, Рудолф Шенкер) - 3:22 (от албума Lovedrive)
12. You Give Me All I Need (Херман Раребел, Рудолф Шенкер) - 3:36 (от албума Blackout)
13. Hey You (ремикс) (Херман Раребел, Рудолф Шенкер) - 3:48 (от едноименния сингъл от 1980 г.)
14. The Zoo (Клаус Майне, Рудолф Шенкер) - 5:29 (от албума Animal Magnetism)
15. China White (Европейска версия) (Клаус Майне, Рудолф Шенкер) - 6:55

Списък на песните в американското и японското издание
1. Rock You Like a Hurricane - 4:12
2. I Can't Explain - 3:21
3. Still Loving You - 6:27
4. Big City Nights - 4:09
5. Lovedrive - 4:52
6. Holiday - 6:46
7. Blackout - 3:49
8. Rhythm of Love - 3:49
9. No One Like You - 3:56
10. You Give Me All I Need - 3:39
11. Hey You - 4:29
12. The Zoo - 5:30

## Състав
| Музиканти - Клаус Майне - вокали - Рудолф Шенкер - китари - Матиас Ябс - китари - Франсис Буххолц - бас китара - Херман Раребел - барабани - Михаел Шенкер - тежки китари Източник на информацията: Обложките на европейската и американската версия на Best of Rockers 'n' Ballads. | Продукция - Дитер Диркс - продуцент - Брус Феърбеърн - продуцент на I Can't Explain - Диди Зил - снимки - Адам Бакхаус - дизайн на обложката - „Скорпиънс“ и Харалд Лепеш - ремикс на европейското издание - Стив Томпсън и Майкъл Барбиеро - ремикс на американското издание |

## Позиция в класациите
| Класация                        | Най-висока позиция | Източник |         |
| 1989 г.                         | 1989 г.            | 1989 г.  | 1989 г. |
| ------------------------------- | ------------------ | -------- | ------- |
| Германия                        | 14                 | [ 15 ]   |         |
| Испания                         | 13                 | [ 30 ]   |         |
| Нидерландия                     | 92                 | [ 20 ]   |         |
| Финландия                       | 16                 | [ 14 ]   |         |
| Швеция                          | 35                 | [ 21 ]   |         |
| 1990 г.                         |                    |          |         |
| САЩ („Билборд 200“)             | 43                 | [ 10 ]   |         |
| САЩ („Кеш Бокс Топ 200 Албуми“) | 40                 | [ 11 ]   |         |
| Швейцария                       | 21                 | [ 16 ]   |         |
| 1991 г.                         |                    |          |         |
| САЩ („Топ Каталог Албумс“)      | 24                 | [ 31 ]   |         |

| Класация | Най-висока позиция | Източник |
| -------- | ------------------ | -------- |
| Германия | 62                 | [ 32 ]   |

| Сингъл        | Класация                     | Най-висока позиция | Източник |
| 1990 г.       | 1990 г.                      | 1990 г.            | 1990 г.  |
| ------------- | ---------------------------- | ------------------ | -------- |
| Can't Explain | САЩ („Мейнстрийм Рок Тракс“) | 5                  | [ 23 ]   |

## Сертификати
| Държава   | Сертифициращ орган                                | Сертификат | Сертифицирани продажби | Източник |
| --------- | ------------------------------------------------- | ---------- | ---------------------- | -------- |
| Германия  | Федерална асоциация на музикалната индустрия      | Златен     | 250 000                | [ 18 ]   |
| Канада    | Канадската асоциация на звукозаписната индустрия  | Златен     | 50 000                 | [ 13 ]   |
| САЩ       | Асоциация на звукозаписната индустрия в Америка   | Платинен   | 1 000 000              | [ 12 ]   |
| Финландия | Музикални продуценти                              | Златен     | 25 000                 | [ 17 ]   |
| Швейцария | Международна федерация на фонографската индустрия | Златен     | 25 000                 | [ 19 ]   |

## Цитати
1. 1 2  Savage Amusement Tour //  Live.   the-scorpions. Посетен на 2023-06-15. (на английски)
2. 1 2  Bienstock, Richard. Scorpions’ ‘Wind of Change’: The Oral History of 1990’s Epic Power Ballad //   rollingstone.com, 2005-09-02. Посетен на 2023-06-15. (на английски)
3. ↑  To Russia with Love and Other Savage Amusements //  DISCOGRAPHY.   the-scorpions.com. Посетен на 2023-06-15. (на английски)
4. ↑  MAKE A DIFFERENCE FOUNDATION (PDF) //   Billboard, 1989-11-25. p. 86. Посетен на 2023-06-15. (на английски)
5. 1 2 3 4  Scorpions – Best Of Rockers N' Ballads //  Scorpions.   discogs.com. Посетен на 2023-06-15. Country:	Germany (на английски)
6. 1 2 3  Scorpions – Best Of Rockers 'N' Ballad //  Scorpions.   discogs.com. Посетен на 2023-06-15. Country: US (на английски)
7. ↑  Scorpions – Animal Magnetism //  Scorpions.   discogs.com. Посетен на 2023-06-15. Barcode: 724353515423 (на английски)
8. ↑  Best of Rockers ‘n’ Ballads //  DISCOGRAPHY.   the-scorpions.com. Посетен на 2023-06-16. (на английски)
9. ↑  Theakston, Rob. Essential Review by Rob Theakston //  Scorpions.   allmusic.com. Посетен на 2023-06-16. (на английски)
10. 1 2  Chart History Scorpions The Billboard 200 //   billboard.com. Посетен на 2023-06-27. (на английски)
11. 1 2  CASH BOX CHARTS (PDF) //  TOP 200 ALBUMS.   Cash Box, 1990-02-17. Посетен на 2023-06-27. (на английски)
12. 1 2  Gold & Platinum //  SCORPIONS.   riaa.com. Посетен на 2023-06-27. (на английски)
13. 1 2  SCORPIONS BEST OF BALLADS & ROCKERS //  Gold/Platinum.   musiccanada.com. Посетен на 2023-06-27. (на английски)
14. 1 2  Pennanen 2021, с. 229.
15. 1 2  Scorpions Best Of Rockers 'n' Ballads //  CHARTS.   offiziellecharts.de. Посетен на 2023-06-27. (на немски)
16. 1 2  Scorpions – Best Of Rockers 'n' Ballads //   hitparade.ch. Посетен на 2023-06-27. (на английски)
17. 1 2  Scorpions //  Ulkomaiset kulta- ja platinalevyt.   ifpi.fi. Посетен на 2023-06-27.
18. 1 2  GOLD-/PLATIN-Datenbank //   musikindustrie.de. Посетен на 2023-06-27. Вие трябва да Напишете SCORPIONS в Hier können Sie suchen nach:/Interpret (на немски)
19. 1 2  Suche nach: scorpions //  Die Datenbank enthält alle Edelmetallauszeichnungen seit 1989.   hitparade.ch. Посетен на 2023-06-27. (на английски)
20. 1 2  Scorpions - Best Of Rockers 'n' Ballads //   dutchcharts.nl. Посетен на 2023-06-27. (на английски)
21. 1 2  SCORPIONS - BEST OF ROCKERS 'N' BALLADS (ALBUM) //   swedishcharts.com. Посетен на 2023-06-27. (на английски)
22. ↑  Can’t Explain //  DISCOGRAPHY.   the-scorpions.com. Посетен на 2023-06-16. (на английски)
23. 1 2  Scorpions Mainstream Rock Airplay //  Chart History.   billboard.com. Посетен на 2023-06-16. (на английски)
24. ↑  VIDEO TRACK (PDF) //  Music video.   Billboard, 1989-12-02. Посетен на 2023-06-16. (на английски)
25. ↑  Is There Anybody There? (Long Version) //  DISCOGRAPHY.   the-scorpions.com. Посетен на 2023-06-16. (на английски)
26. 1 2  Weber, Barry. The Best of Rockers 'N' Ballads Review by Barry Weber //  Scorpions.   allmusic.com. Посетен на 2023-06-37. (на английски)
27. ↑  Larkin 2006, с. 1976.
28. ↑  Stratmann, Holger. SCORPIONS Best Of Rockers N´ Ballads //  Reviews.   rockhard.de, 1989-12-15. Посетен на 2023-06-27. (на немски)
29. ↑  Scorpions: Bad For Good: The Very Best of Scorpions //   popmatters.com, 2002-10-15. Посетен на 2023-06-27. (на английски)
30. ↑  Salaverri 2015, с. 581.
31. ↑  Top Pop® Catalog Albums (PDF) //   Billboard, 1991-07-13. Посетен на 2023-06-27. (на английски)
32. ↑  Offizielle Deutsche Charts Top 100 Album-Jahrescharts //   offiziellecharts.de. Посетен на 2023-06-27. (на немски)